# Limnophyton
Limnophyton é um gênero botânico da família alismataceae.

## Espécies
- Limnophyton angolense
- Limnophyton australiense
- Limnophyton fluitans
- Limnophyton obtusifolium
- Limnophyton parvifolium